# Yasmin Levy
Yasmin Levy (Gerusalemme, 23 dicembre 1975) è una cantante e cantautrice israeliana e spagnola di musica giudeo-spagnola.
Figlia di Yitzhak Isaac Levy, da cui ha imparato la musica e la cultura ladina, Yasmin Levy è di origine sefardita e si esibisce principalmente cantando musica ladina con un tocco di flamenco. Il suo album d'esordio, Romance & Yasmin, pubblicato nel 2000, ottiene particolare risonanza quando è ristampato a livello internazionale nel 2004, conquistando una nomination come miglior esordiente ai BBC Radio 3 World Music Awards del 2005. Il suo terzo album pubblicato, Mano Suave (2007), si rivela un buon successo commerciale, entrando nelle classifiche in Francia e Svezia: nella chart scandinava raggiunge la top ten.

## Discografia

### Album in studio
- 2000 - Romance & Yasmin
- 2005 - La Judería
- 2007 - Mano Suave
- 2009 - Sentir
- 2012 - Libertad
- 2014 - Tango
- 2017 - רק עוד לילה אחד
- 2021 - Voice & Piano

### Album live
- 2006 - Live at the Tower of David, Jerusalem